# Cephalaria pungens
Cephalaria pungens là một loài thực vật có hoa trong họ Kim ngân. Loài này được Szabó mô tả khoa học đầu tiên năm 1922.